# Птице Србије – критички списак врста
Птице Србије – критички списак врста, групе аутора је књига настала да се сумирају историјска знања стечена у познавању птица на истраживаном подручју. Књига је једна од најважнијих стручних референци за све који желе да проучавају птице у Србији.

## Кратак опис
Птице нису само лепе и корисне у томе што сузбијају пољопривредне и шумарске штеточине. Оне су најбољи индикатори стања у свеокупној природи. Стога је посматрање птица и њихово изучавање из хобија све више прерасло у науку. У књизи су обрађени сви, ситничаво проверени историјски наводи о птицама целе Србије из 20. века, дајући тиме свеобухватан и до сада јединствен преглед орнитолошких знања код нас. То се односи на књиге – домаће и стране –, на музејске каталоге, чланке у орнитолошким и другим часописима, на радове у зборницима, итд. Такав широк преглед био је потребан за утврђивање промена састава птичје фауне у Србији задњих 200 година, што је био један од циљева аутора.
Тим аутора је равномерно покрио целу Србију до њених јужних граница, укључујући читаву Аутономну Покрајину Косово и Метохија.

## Постављени критеријуми
Обрада птица и увршћивање у тренутну, као и историјску листу одвијало се по строго утвђеној методологији. Критеријуми су били постављени на основу неколико фактора:
- Статус појављивања, то јест - да ли птица има довољно налаза у садашњим границама Србије, да ли има самоодрживу популацију, да ли се птица понаша као дивља или одбегла, итд.
- Статус гнежђења, то јест - птица је забележена у Србији више пута после 1950. године, птица је забележена на гнежђењу само пре 1949. године, птица је пуштена или побегла из заробљеништва, али је засновала самоодрживе популације, итд.
- Критичка провера, то јест - да ли је птица редовна гнездарица Србије, нередовна гнездарица, пролазница, веома ретка, итд.

Списак птица Србије према овој публикацији садржи 352 врсте, и то врсте птица које су се на територији данашње Србије појавиле у периоду између 1800. и 2015. године (до датума издавања књиге). Вредности публикације свакако додаје и списак недовољно документованих налаза птица, као што су пловка мраморка (Marmaronetta angustrirostris), мали ждрал (Anthropoides virgo), велики морски гњурац (Gavia immer), оштрокљуна њорка (Alca torda), шумски трстењак (Acrocephalus dumetorum), или снежна сова (Bubo scandiacus) – укупно 28 врста, према овом списку. Неке од ових врста су у међувремену потврђене, на пример присуство сребрнастог галеба или малог барског петлића (Zapornia pusilla).